# Kings Point (Australia)
Kings Point – miasto w Australii, w stanie Nowa Południowa Walia.